# 11-й Северокаролинский пехотный полк
11-й Северокаролинский пехотный полк (11th North Carolina Infantry Regiment) — представлял собой один из пехотных полков армии Конфедерации во время Гражданской войны в США. Полк служил в знаменитой бригаде Петтигрю-Киркланда-Макраэ. Этот полк не стоит путать с «11th North Carolina Volunteers», который был потом переименован в 21-й Северокаролинский пехотный полк.

## Формирование
11-й Северокаролинский пехотный полк был сформирован в Кэмп-Магнум около Роли в марте 1862 года. В него вошла некоторая часть 1-го Северокаролинского пехотного полка, расформированного в ноябре 1861 года. Роты были набраны в округах Мекленберг, Берк, Берти, Чолван, Оранж, Линкольн и Бэнкомб. Командиром полка был избран Колетт Ливенторп, в прошлом — командир 34-го Северокаролинского пехотного полка.

## Боевой путь
В 1862 году полк размещался в Вирджинии и Северной Каролине и принимал участие в сражении при Уайт-Холл. В декабре полк был включён в бригаду Джонстона Петтигрю. В апреле 1863 он участвовал в сражении при Вашингтоне, а затем направлен на север и включён в дивизию Генри Хета перед самым началом Геттисбергской кампании.